# 端村镇
端村镇，是中华人民共和国河北省保定市安新县下辖的一个乡镇级行政单位。

## 行政区划
端村镇下辖以下地区：
东堤村、东淀头村、大淀头村、西淀头村、马堡村、中后街村、大河南村、西前街村、西堤村、边村、马村、马家寨村、寨南村、东李庄村、西李庄村、关城一村、关城二村、关城三村、关城四村、东垒头村和西垒头村。